# Liste der Nummer-eins-Hits in Irland (2004)
Dies ist eine Liste der Nummer-eins-Hits in Irland im Jahr 2004. Sie basiert auf den offiziellen Single und Album Top 100 der irischen Charts, die im Auftrag der Irish Recorded Music Association (IRMA) erstellt werden. Es gab in diesem Jahr 19 Nummer-eins-Singles und 18 Nummer-eins-Alben.

## Singles
| ← 2003 ← | Liste der Nummer-eins-Hits in Irland | Liste der Nummer-eins-Hits in Irland | Liste der Nummer-eins-Hits in Irland | 2005 →                    |
| \| Zeitraum \| Wo. ges. \| Interpret \| Titel Autor(en) \| Zusätzliche Informationen \| \| (Zeitraum, Wochen auf Platz eins, Interpret, Titel, Autor[en], zusätzliche Informationen) \| \| \| \| \| \| ----------------------------------------------------------------------------------------- \| -------- \| ------------------------------ \| ------------------------------- \| ------------------------- \| \| 18. Dezember 2003 – 28. Januar 2004 6 Wochen \| 6 \| Will Young \| Leave Right Now \| – \| \| 29. Januar 2004 – 10. März 2004 6 Wochen \| 6 \| Kelis \| Milkshake \| – \| \| 11. März 2004 – 7. April 2004 4 Wochen \| 4 \| Britney Spears \| Toxic \| – \| \| 8. April 2004 – 21. April 2004 2 Wochen \| 2 \| Usher feat. Lil Jon & Ludacris \| Yeah! \| – \| \| 22. April 2004 – 5. Mai 2004 2 Wochen (insgesamt 3) \| 3 \| Eamon \| F**k It (I Don’t Want You Back) \| – \| \| 6. Mai 2004 – 19. Mai 2004 2 Wochen \| 2 \| Chris Doran \| If My World Stopped Turning \| – \| \| 20. Mai 2004 – 26. Mai 2004 1 Woche (insgesamt 3) \| 3 \| Eamon \| F**k It (I Don’t Want You Back) \| – \| \| 27. Mai 2004 – 23. Juni 2004 4 Wochen \| 4 \| Tim O’Riordan & Natural Gas \| The Langer \| – \| \| 24. Juni 2004 – 28. Juli 2004 5 Wochen \| 5 \| Britney Spears \| Everytime \| – \| \| 29. Juli 2004 – 18. August 2004 3 Wochen \| 3 \| The Streets \| Dry Your Eyes \| – \| \| 19. August 2004 – 25. August 2004 1 Woche \| 1 \| O-Zone \| Dragostea din tei \| – \| \| 26. August 2004 – 15. September 2004 3 Wochen \| 3 \| Natasha Bedingfield \| These Words \| – \| \| 16. September 2004 – 13. Oktober 2004 4 Wochen \| 4 \| Brian McFadden \| Real to Me \| – \| \| 14. Oktober 2004 – 10. November 2004 4 Wochen \| 4 \| Eric Prydz \| Call on Me \| – \| \| 11. November 2004 – 17. November 2004 1 Woche \| 1 \| Britney Spears \| My Prerogative \| – \| \| 18. November 2004 – 24. November 2004 1 Woche \| 1 \| U2 \| Vertigo \| – \| \| 25. November 2004 – 8. Dezember 2004 2 Wochen \| 2 \| Destiny’s Child \| Lose My Breath \| – \| \| 9. Dezember 2004 – 5. Januar 2005 4 Wochen \| 4 \| Band Aid 20 \| Do They Know It’s Christmas? \| – \| |                                      |                                      |                                      |                           |
| ← 2003 |                                      |                                      |                                      | → 2005 →                  |
| Zeitraum | Wo. ges.                             | Interpret                            | Titel Autor(en)                      | Zusätzliche Informationen |
| (Zeitraum, Wochen auf Platz eins, Interpret, Titel, Autor[en], zusätzliche Informationen) |                                      |                                      |                                      |                           |
| 18. Dezember 2003 – 28. Januar 2004 6 Wochen | 6                                    | Will Young                           | Leave Right Now                      | –                         |
| 29. Januar 2004 – 10. März 2004 6 Wochen | 6                                    | Kelis                                | Milkshake                            | –                         |
| 11. März 2004 – 7. April 2004 4 Wochen | 4                                    | Britney Spears                       | Toxic                                | –                         |
| 8. April 2004 – 21. April 2004 2 Wochen | 2                                    | Usher feat. Lil Jon & Ludacris       | Yeah!                                | –                         |
| 22. April 2004 – 5. Mai 2004 2 Wochen (insgesamt 3) | 3                                    | Eamon                                | F**k It (I Don’t Want You Back)      | –                         |
| 6. Mai 2004 – 19. Mai 2004 2 Wochen | 2                                    | Chris Doran                          | If My World Stopped Turning          | –                         |
| 20. Mai 2004 – 26. Mai 2004 1 Woche (insgesamt 3) | 3                                    | Eamon                                | F**k It (I Don’t Want You Back)      | –                         |
| 27. Mai 2004 – 23. Juni 2004 4 Wochen | 4                                    | Tim O’Riordan & Natural Gas          | The Langer                           | –                         |
| 24. Juni 2004 – 28. Juli 2004 5 Wochen | 5                                    | Britney Spears                       | Everytime                            | –                         |
| 29. Juli 2004 – 18. August 2004 3 Wochen | 3                                    | The Streets                          | Dry Your Eyes                        | –                         |
| 19. August 2004 – 25. August 2004 1 Woche | 1                                    | O-Zone                               | Dragostea din tei                    | –                         |
| 26. August 2004 – 15. September 2004 3 Wochen | 3                                    | Natasha Bedingfield                  | These Words                          | –                         |
| 16. September 2004 – 13. Oktober 2004 4 Wochen | 4                                    | Brian McFadden                       | Real to Me                           | –                         |
| 14. Oktober 2004 – 10. November 2004 4 Wochen | 4                                    | Eric Prydz                           | Call on Me                           | –                         |
| 11. November 2004 – 17. November 2004 1 Woche | 1                                    | Britney Spears                       | My Prerogative                       | –                         |
| 18. November 2004 – 24. November 2004 1 Woche | 1                                    | U2                                   | Vertigo                              | –                         |
| 25. November 2004 – 8. Dezember 2004 2 Wochen | 2                                    | Destiny’s Child                      | Lose My Breath                       | –                         |
| 9. Dezember 2004 – 5. Januar 2005 4 Wochen | 4                                    | Band Aid 20                          | Do They Know It’s Christmas?         | –                         |

## Alben
| ← 2003 ← | Liste der Nummer-eins-Hits in Irland | Liste der Nummer-eins-Hits in Irland | Liste der Nummer-eins-Hits in Irland | 2005 →                    |
| \| Zeitraum \| Wo. ges. \| Interpret \| Titel \| Zusätzliche Informationen \| \| (Zeitraum, Wochen auf Platz eins, Interpret, Titel, zusätzliche Informationen) \| \| \| \| \| \| ------------------------------------------------------------------------------ \| -------- \| --------------- \| ------------------------------- \| ------------------------- \| \| 23. Dezember 2003 – 4. Februar 2004 6 Wochen (insgesamt 10) \| 10 \| Dido \| Life for Rent \| – \| \| 5. Februar 2004 – 18. Februar 2004 2 Wochen \| 2 \| Air \| Talkie Walkie \| – \| \| 19. Februar 2004 – 10. März 2004 3 Wochen \| 3 \| Norah Jones \| Feels like Home \| – \| \| 11. März 2004 – 17. März 2004 1 Woche (insgesamt 10) \| 10 \| Norah Jones \| Come Away with Me \| – \| \| 18. März 2004 – 24. März 2004 1 Woche \| 1 \| Paddy Casey \| Living \| – \| \| 25. März 2004 – 5. Mai 2004 6 Wochen (insgesamt 7) \| 7 \| Guns n’ Roses \| Greatest Hits \| – \| \| 6. Mai 2004 – 12. Mai 2004 1 Woche \| 1 \| D12 \| D12 World \| – \| \| 13. Mai 2004 – 19. Mai 2004 1 Woche (insgesamt 7) \| 7 \| Guns n’ Roses \| Greatest Hits \| – \| \| 20. Mai 2004 – 26. Mai 2004 1 Woche (insgesamt 5) \| 5 \| The Streets \| A Grand Don’t Come for Free \| – \| \| 27. Mai 2004 – 2. Juni 2004 1 Woche \| 1 \| Mundy \| Raining Down Arrows \| – \| \| 3. Juni 2004 – 9. Juni 2004 1 Woche \| 1 \| Avril Lavigne \| Under My Skin \| – \| \| 10. Juni 2004 – 16. Juni 2004 1 Woche \| 1 \| The Corrs \| Borrowed Heaven \| – \| \| 17. Juni 2004 – 7. Juli 2004 3 Wochen \| 3 \| Planxty \| Live 2004 \| – \| \| 8. Juli 2004 – 14. Juli 2004 1 Woche (insgesamt 5) \| 5 \| The Streets \| A Grand Don’t Come for Free \| – \| \| 15. Juli 2004 – 21. Juli 2004 1 Woche \| 1 \| Usher \| Confessions \| – \| \| 22. Juli 2004 – 11. August 2004 3 Wochen (insgesamt 5) \| 5 \| The Streets \| A Grand Don’t Come for Free \| – \| \| 12. August 2004 – 18. August 2004 1 Woche \| 1 \| Scissor Sisters \| Scissor Sisters \| – \| \| 19. August 2004 – 25. August 2004 1 Woche \| 1 \| Snow Patrol \| Final Straw \| – \| \| 26. August 2004 – 1. September 2004 1 Woche \| 1 \| Damien Rice \| B-Sides \| – \| \| 2. September 2004 – 22. September 2004 3 Wochen \| 3 \| Maroon 5 \| Songs About Jane \| – \| \| 23. September 2004 – 29. September 2004 1 Woche \| 1 \| The Thrills \| Let’s Bottle Bohemia \| – \| \| 30. September 2004 – 13. Oktober 2004 2 Wochen \| 2 \| The Frames \| Burn the Maps \| – \| \| 14. Oktober 2004 – 20. Oktober 2004 1 Woche \| 1 \| R.E.M. \| Around the Sun \| – \| \| 21. Oktober 2004 – 27. Oktober 2004 1 Woche \| 1 \| George Murphy \| Dreamed a Dream \| – \| \| 28. Oktober 2004 – 17. November 2004 3 Wochen \| 3 \| Robbie Williams \| Greatest Hits \| – \| \| 18. November 2004 – 24. November 2004 1 Woche \| 1 \| Britney Spears \| Greatest Hits: My Prerogative \| – \| \| 25. November 2004 – 8. Dezember 2004 2 Wochen \| 2 \| Eminem \| Encore \| – \| \| 9. Dezember 2004 – 5. Januar 2005 4 Wochen \| 4 \| U2 \| How to Dismantle an Atomic Bomb \| – \| |                                      |                                      |                                      |                           |
| ← 2003 |                                      |                                      |                                      | → 2005 →                  |
| Zeitraum | Wo. ges.                             | Interpret                            | Titel                                | Zusätzliche Informationen |
| (Zeitraum, Wochen auf Platz eins, Interpret, Titel, zusätzliche Informationen) |                                      |                                      |                                      |                           |
| 23. Dezember 2003 – 4. Februar 2004 6 Wochen (insgesamt 10) | 10                                   | Dido                                 | Life for Rent                        | –                         |
| 5. Februar 2004 – 18. Februar 2004 2 Wochen | 2                                    | Air                                  | Talkie Walkie                        | –                         |
| 19. Februar 2004 – 10. März 2004 3 Wochen | 3                                    | Norah Jones                          | Feels like Home                      | –                         |
| 11. März 2004 – 17. März 2004 1 Woche (insgesamt 10) | 10                                   | Norah Jones                          | Come Away with Me                    | –                         |
| 18. März 2004 – 24. März 2004 1 Woche | 1                                    | Paddy Casey                          | Living                               | –                         |
| 25. März 2004 – 5. Mai 2004 6 Wochen (insgesamt 7) | 7                                    | Guns n’ Roses                        | Greatest Hits                        | –                         |
| 6. Mai 2004 – 12. Mai 2004 1 Woche | 1                                    | D12                                  | D12 World                            | –                         |
| 13. Mai 2004 – 19. Mai 2004 1 Woche (insgesamt 7) | 7                                    | Guns n’ Roses                        | Greatest Hits                        | –                         |
| 20. Mai 2004 – 26. Mai 2004 1 Woche (insgesamt 5) | 5                                    | The Streets                          | A Grand Don’t Come for Free          | –                         |
| 27. Mai 2004 – 2. Juni 2004 1 Woche | 1                                    | Mundy                                | Raining Down Arrows                  | –                         |
| 3. Juni 2004 – 9. Juni 2004 1 Woche | 1                                    | Avril Lavigne                        | Under My Skin                        | –                         |
| 10. Juni 2004 – 16. Juni 2004 1 Woche | 1                                    | The Corrs                            | Borrowed Heaven                      | –                         |
| 17. Juni 2004 – 7. Juli 2004 3 Wochen | 3                                    | Planxty                              | Live 2004                            | –                         |
| 8. Juli 2004 – 14. Juli 2004 1 Woche (insgesamt 5) | 5                                    | The Streets                          | A Grand Don’t Come for Free          | –                         |
| 15. Juli 2004 – 21. Juli 2004 1 Woche | 1                                    | Usher                                | Confessions                          | –                         |
| 22. Juli 2004 – 11. August 2004 3 Wochen (insgesamt 5) | 5                                    | The Streets                          | A Grand Don’t Come for Free          | –                         |
| 12. August 2004 – 18. August 2004 1 Woche | 1                                    | Scissor Sisters                      | Scissor Sisters                      | –                         |
| 19. August 2004 – 25. August 2004 1 Woche | 1                                    | Snow Patrol                          | Final Straw                          | –                         |
| 26. August 2004 – 1. September 2004 1 Woche | 1                                    | Damien Rice                          | B-Sides                              | –                         |
| 2. September 2004 – 22. September 2004 3 Wochen | 3                                    | Maroon 5                             | Songs About Jane                     | –                         |
| 23. September 2004 – 29. September 2004 1 Woche | 1                                    | The Thrills                          | Let’s Bottle Bohemia                 | –                         |
| 30. September 2004 – 13. Oktober 2004 2 Wochen | 2                                    | The Frames                           | Burn the Maps                        | –                         |
| 14. Oktober 2004 – 20. Oktober 2004 1 Woche | 1                                    | R.E.M.                               | Around the Sun                       | –                         |
| 21. Oktober 2004 – 27. Oktober 2004 1 Woche | 1                                    | George Murphy                        | Dreamed a Dream                      | –                         |
| 28. Oktober 2004 – 17. November 2004 3 Wochen | 3                                    | Robbie Williams                      | Greatest Hits                        | –                         |
| 18. November 2004 – 24. November 2004 1 Woche | 1                                    | Britney Spears                       | Greatest Hits: My Prerogative        | –                         |
| 25. November 2004 – 8. Dezember 2004 2 Wochen | 2                                    | Eminem                               | Encore                               | –                         |
| 9. Dezember 2004 – 5. Januar 2005 4 Wochen | 4                                    | U2                                   | How to Dismantle an Atomic Bomb      | –                         |